# Фернан Льоша
Фернан Льоша (на френски: Fernand Lechat) е белгийски психолог и психоаналитик.

## Биография
Роден е в Мон сюр Маршиен (секция на Шарлероа) през 1895. Сериозно е раняван по време на Първата световна война и е награждаван с орден за храброст.
Предприема обучителна анализа с д-р Ернст Хофман, ученик на Зигмунд Фройд. По-късно става асоцииран член на Парижкото психоаналитично общество. Заедно с Морис Дюгатие въвежда психоанализата в Белгия и основават Асоциацията на белгийските психоаналитици. Експерт е също за работа с теста на Роршах.
Умира през 1959 година в Брюксел на 64-годишна възраст.